# John Marsden
John Marsden (Melbourne, 27 september 1950 – Lancefield, 18 december 2024) was een Australisch schrijver, onderwijzer en schooldirecteur.

## Biografie

### Jeugd en opleiding
Hij werd in 1950 geboren als derde kind van een gezin met vier kinderen. Hij bracht het grootste gedeelte van zijn jeugd door op het Australische platteland en verhuisde in eerste instantie naar Kyneton (Victoria) en later naar Devonport (Tasmanië). Op 10-jarige leeftijd verhuisde zijn familie naar Sydney waar hij The King's School in Parramatta doorliep. Deze school stond bekend om zijn militaire stijl van lesgeven. Na het voltooien van deze school begon hij rechten en kunst te studeren aan de Universiteit van Sydney, maar maakte deze opleiding niet af.  

### Werk
Hij werkte onder meer in een mortuarium als beveiligingsmedewerker voordat hij leraar Engels werd. Hij gaf negen jaar les aan de Geelong Grammar School en werd hoofd van de vakgroep Engels op de campus Timbertop van de school.
Tijdens dit docentschap besloot Marsden te gaan schrijven voor tieners. Deze keuze werd ingegeven door zijn ontevredenheid over de apathie van zijn leerlingen ten aanzien van lezen, of door zijn observatie dat tieners simpelweg niet meer lazen.
Zijn eerste boek, So Much To Tell You, werd in 1987 uitgegeven. Hierna volgde Take My Word For It. Zijn Tomorrow-serie wordt gezien als de beste boekenreeks die hij schreef. Het eerste boek van deze reeks, Tomorrow When The War Began, is 26 keer herdrukt in Australië.

### Scholen
In 2006 startte Marsden de Candlebark School voor basisonderwijs in de Macedon Ranges. In 2016 opende hij de op kunst gerichte middelbare school, Alice Miller School, ook in de Macedon Ranges.
Marsden won alle belangrijke prijzen in Australië voor jeugdliteratuur. In 2021 ontving hij een eredoctoraat van de University of the Sunshine Coast (UniSC).
Marsden overleed in december 2024 op 74-jarige leeftijd.